# 波多黎各
波多黎各自由邦，又稱波多黎各自由聯繫邦（西班牙語：Estado Libre Asociado de Puerto Rico），通称波多黎各（直译：「富裕的海港」），是美国在加勒比海地区的一个非合并属地、自由邦，距离佛罗里达州迈阿密东南1,600公里，首府为圣胡安。波多黎各是大安地列斯群岛四个大岛中最小的一个岛，位于多明尼加共和国东面、小安地列斯群岛西北，包含一个主岛和若干小岛。官方语言为西班牙语和英语，其中西班牙語处于支配地位。人口接近340万，整区分为78个市级行政区，波多黎各的历史、热带风情、自然景观和传统美食使其成为世界闻名的旅游胜地。

## 历史
岛上最初的居民是印第安人。加文·孟席斯認為由皮齐加诺（Pizzigano）所繪製的世界地圖內所繪製的安提利亞島即為現今波多黎各，1493年哥伦布在第二次航行來到此岛，将此地命名为圣胡安岛，以纪念天主教圣人、耶稣的表兄施洗者约翰（西班牙语称胡安）。此后西班牙在此地建立殖民据点。1509年，行政中心波多黎各建成，其后声名大噪。有鉴于此，当地政府于1521年，将岛名改为「波多黎各」，其首府则改名为「圣胡安」。亦因如此，为了抵御其他欧洲列强的争夺，西班牙人在圣胡安附近修筑诸多堡垒。这些堡垒成功地抵挡了法国、荷兰和英国的进攻。

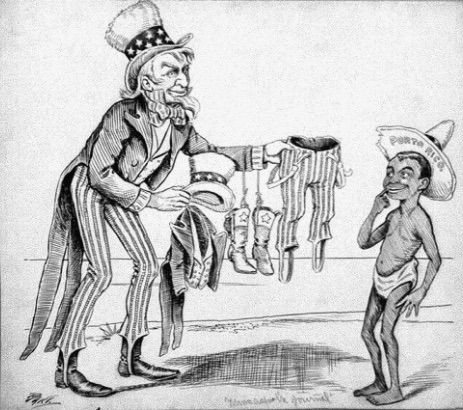
1898卡通，山姆大叔给波多黎各星条衣

1809年西班牙将波多黎各设为西班牙的海外省，1868年爆发争取独立和人身自由的起义，成立波多黎各共和国，史称“拉雷斯呼聲”，但是很快被当局镇压下去。1898年美西战争爆发，美軍占领波多黎各。西班牙战败后，在1898年的巴黎条约中将波多黎各割让给美国，自此波多黎各总督由美国总统指派。1917年美国给予波多黎各居民美国公民的地位。1930年代波多黎各人民在波多黎各国民党的领导下举行起义，成立波多黎各共和国，但再次被镇压。1948年开始总督由波多黎各居民选举产生。1950年2名波多黎各反政府人士刺杀美国总统杜魯門失败。1950年10月30日波多黎各发生武装政变，31日失败，100餘人被逮捕。
1952年波多黎各颁布自己的宪法，在宪法中确立在美国内领地的地位。1997年，美国在波多黎各举行全民公投，否决作为美國第51州加入联邦的议案。
在1950年代后，波多黎各迅速实现工业化，当今的波多黎各不仅是旅游胜地，也是医药业和制造业中心。

## 行政区划

波多黎各下辖78个市镇，详见：

## 地理

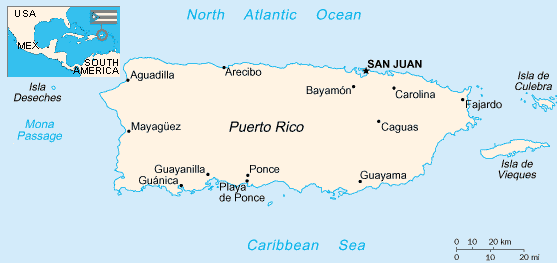
地名圖

波多黎各群岛由一个主岛和一些小岛构成，除主岛外，仅有別克斯島和庫萊布拉島两个岛有居民。主岛东西向约170公里，南北向约60公里，境內地形崎嶇，有一半以上的區域海拔高於500英尺，25%的區域海拔1000英尺以上。可分為北部高原、中部山地、沿海平原三部分。
北部高原為加勒比國有森林保護區，海拔100-700英尺。中部山地平均海拔約3000英尺，最高點蓬塔峰高1338公尺。北部沿海平原有河流沖積的平原。

### 气候
热带海洋性气候，平均气温冬季为24℃，夏季27℃；年降水量800-2500毫米，北坡、西坡降水较多。

## 政治
波多黎各政府为三权分立联邦制：行政部门、立法部门、与司法部門。其中行政部门由民選总督领导（相当于州长），也是波多黎各最高行政长官；立法部门为两院制波多黎各立法議會，由参议院和众议院組成；司法部门大法官由总督提名经参议院同意任命。波多黎各司法体制为混合欧陆法系和英美法系，因为之前西班牙为欧陆法系但美国则为英美法系。总督和议员为直接民选，每任任期四年。波多黎各共划分为78个市（municipalities），分别选出自己的市长和市议会。

### 波多黎各政治定位
波多黎各仍為美國的一個「未合并领土」，但其人口数量超過其中的22个州（其它四個美國「未合并领土」的人口数量均小于人口最少的怀俄明州）。如果波多黎各成為美國的其中一個州，其可以在美國眾議院及參議院各有4席及2席，在總統大選中擁有6張選舉人票。
2012年11月6日，波多黎各公投61%贊成成为美国第51州。这是举行的类似公投中的第四次；前三次赞成建州者均未达到多数。此次公投由兩輪投票構成。在第一輪中，波多黎各人就“在與美國關係上是否想改變現狀”進行投票。180萬人具有投票資格，有6.5萬人放棄了第一輪投票，在參加投票的人中，54%的人支持改變關係。隨後，波多黎各人就如何作出改變進行選擇，有“成為美國一州”、“擴大自治權”和“完全獨立”三個選項供投票者選擇。在此輪投票中，只有130萬人進行投票，最终61%的民眾支持成為美國第51個州，33%希望擴大自治權，而僅有5%的人贊成完全獨立。但尚需美国国会通过才能真正成为一州。
波多黎各的现状很难在短时间内改变。长达一个世纪以上的美国管辖使得波多黎各在经济上严重依赖美国，其传统拉丁文化和语言也严重美国化，更多人使用英語。老一代的独立派几乎绝迹，独立派也已经非常少。主流是维持现状派和建州派。近几年的经济衰退及糟糕的财政赤字又使得建州派增长迅速。惟波多黎各政府現在不穩定的财政措施，以及瀕臨破產與經濟蕭條，美國作為管理者並不想收入囊中，使得美國的波多黎各雖有加入意願，但建州的路趨於困難。

#### 投票权
波多黎各人將在美国总统大选同一日选出总督。島上的居民雖是美國國籍，但在境內没有美國总统投票权，只有移居美国本土的居民才可以拥有投票权。波多黎各人可以参与两党总统候选人的党内初选代表选舉。反之，尽管美国公民移居海外者可以在外国的大使馆等进行缺席投票，但是任何美国人移居波多黎各后将丧失美国总统选举投票权（等同波多黎各人），除非以后再次回到本土居住。波多黎各選舉產生波多黎各居民代表可以到美國政治體系，雖是波多黎各在美國眾議院的代表，但僅有發言權而沒有表決權。

#### 公民权
波多黎各的美国国籍是1917年美国国会通过的琼斯法案的一个部分而给予波多黎各人的，是美国国会赋予美国法律在波多黎各的衍生。100年以来，实际操作上波多黎各的美国国籍与美国联邦的美国国籍没什么不一样，但是理论上存在与美国宪法上赋予的属于联邦地区的公民权不一样的可能性。当时该法案是帮助美国招募岛上男丁参加第一次世界大战而产生的。由于理论上波多黎各的美国公民权是美国国会赋予而不是美国宪法赋予，使得是否存在国会可以在将来剥夺波多黎各的美国公民权之可能性存在争议。1998 Jennifer Efron 入禀美国最高法院来确认其出身在波多黎各的人的美国籍是否是可以被撤销的。美国最高法院最后不出意料的拒绝审理此案。类似的法案来自美国关岛和美属萨摩亚等其他领地也被最高法院拒绝审理而不置可否。考虑到在美国出生的波多黎各人已经比在岛上的波多黎各人口多很多倍，且他们都有国会和总统投票权，使得这种争议的结果在将来实际发生可能性微乎其微。该争议最终会以将来波多黎各加入美国联邦或独立而解决，但是可能需要很长时间。有意思的是很多美國人不知道波多黎各是他們的同胞，因此偶爾在日常生活中仍有身分上的糾紛。

#### 重要政党
1. 人民民主黨（Partido Popular Democrático, PPD），成立于1938年。主张维持波多黎各“自由聯合”地位，要求在美国主权下成立地方自治政府。成员与民主党有连繫。
2. 新进步党（Partido Nuevo Progresista, PNP），1967年成立。主张波多黎各成为美国的一个州。成员分別与民主党及共和党有连繫。
3. 波多黎各独立党（Partido Independentista Puertorriqueño, PIP），1946年成立。主张波多黎各独立，建立社會主義國家，已消退。

波多黎各同时也有美国民主党和共和黨的分部。很特别的是波多黎各民主党和共和党党员可以同时为人民民主党和新进步党的党员。波多黎各人民民主党（维持现状派）的党员主要是美国民主党党员，而新进步党则包括美国民主党及共和党党员。更特别的是美国共和党波多黎各分部却是个百分之百的建州派。他们的分部原则中有提到“成為美國一州為波多黎各的目标”。共和党波多黎各分部女主席詹妮弗·冈萨雷斯还被美国共和党评为拉丁裔模范党员。
在2016年11月总督选举中，除了总督来自新进步党，新进步党还赢得波多黎各众议院多数党席位。人民民主党继续维持多数县市首长的职位。

### 波多黎各统独公投
波多黎各一共有5次公投，最近一次公投于2017年6月11日在波多黎各举行。公投结果不具法律效应，只是民意表达，最终还需美国国会同意才可。
前4次分别是1967年、1993年、1998年、2012年。
2017年的公投结果是97%希望“成为美国一州”，但是只有23%的波多黎各选民参与了此次公投。

## 人口
根据世界银行的报告，2013年波多黎各总人口为3,615,000人。
因为经济危机，大量的波多黎各人从岛上移居到美国本土，主要是佛罗里达和纽约。2004年，佛罗里达的波多黎各人已经超过100万，比2000年时佛罗里达的波多黎各人口增长110%，直逼纽约的波多黎各人口总数。纽约自1950年代开始一直是波多黎各传统的第一大移居目的地。
同时，波多黎各的人口大量流失，2015年总人口约为347万人，比2010年减少7%，而2010年的人口已经比2000年减少2%。现在的人口已经低于1990年的人口。经济原因是波多黎各大量人口移居到美国本土的主要原因，据统计40%是因为工作的原因，39%是因为家庭的原因。仅首府圣胡安，2010-2015年间人口净流出4万人至35万5千人，减少10%。因为所有波多黎各人都是美国公民，但在本岛上没有选举總統的权利，一旦移居美国本土后可以立刻拥有选举权。大量的人口迁徙可能造成美国传统的政治摇摆州（比如佛罗里达）改变州的属性为蓝州。2000年一項由美國國家科學基金會贊助的研究發現，60%多的波多黎各人擁有泰諾族血統。

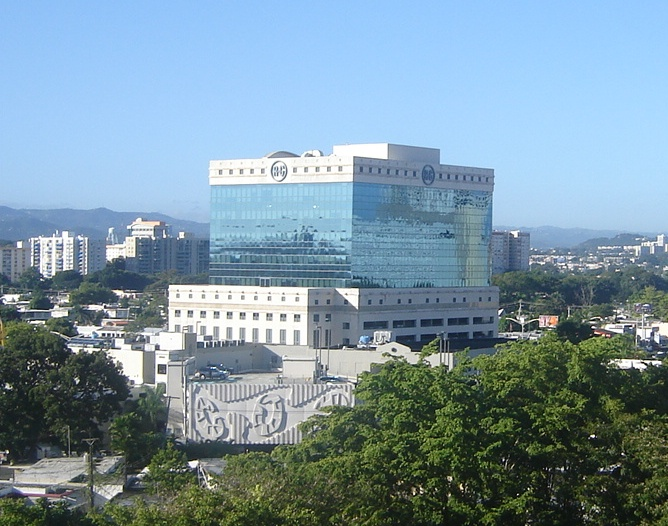
R-G銀行
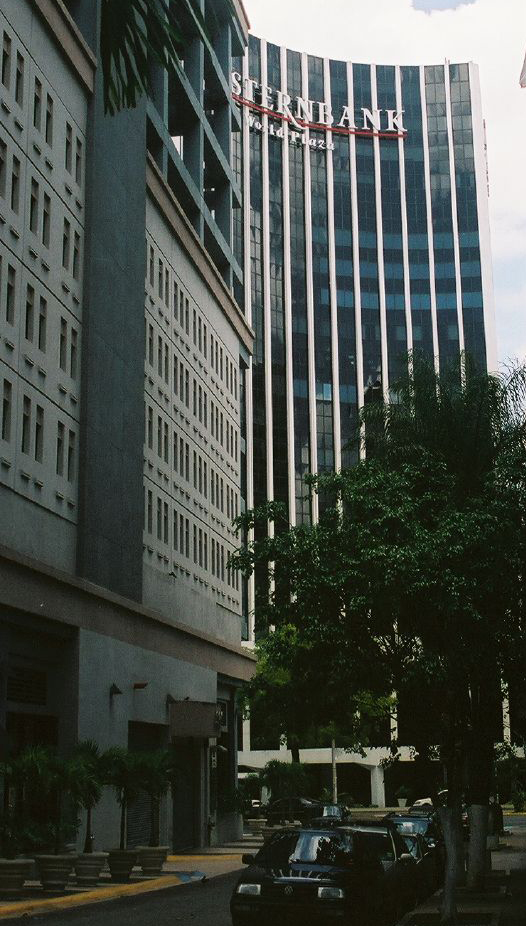
市中心金融城
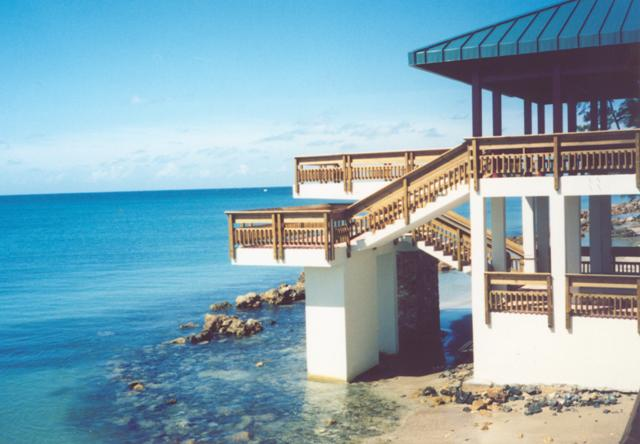
Isla de Cabras飯店
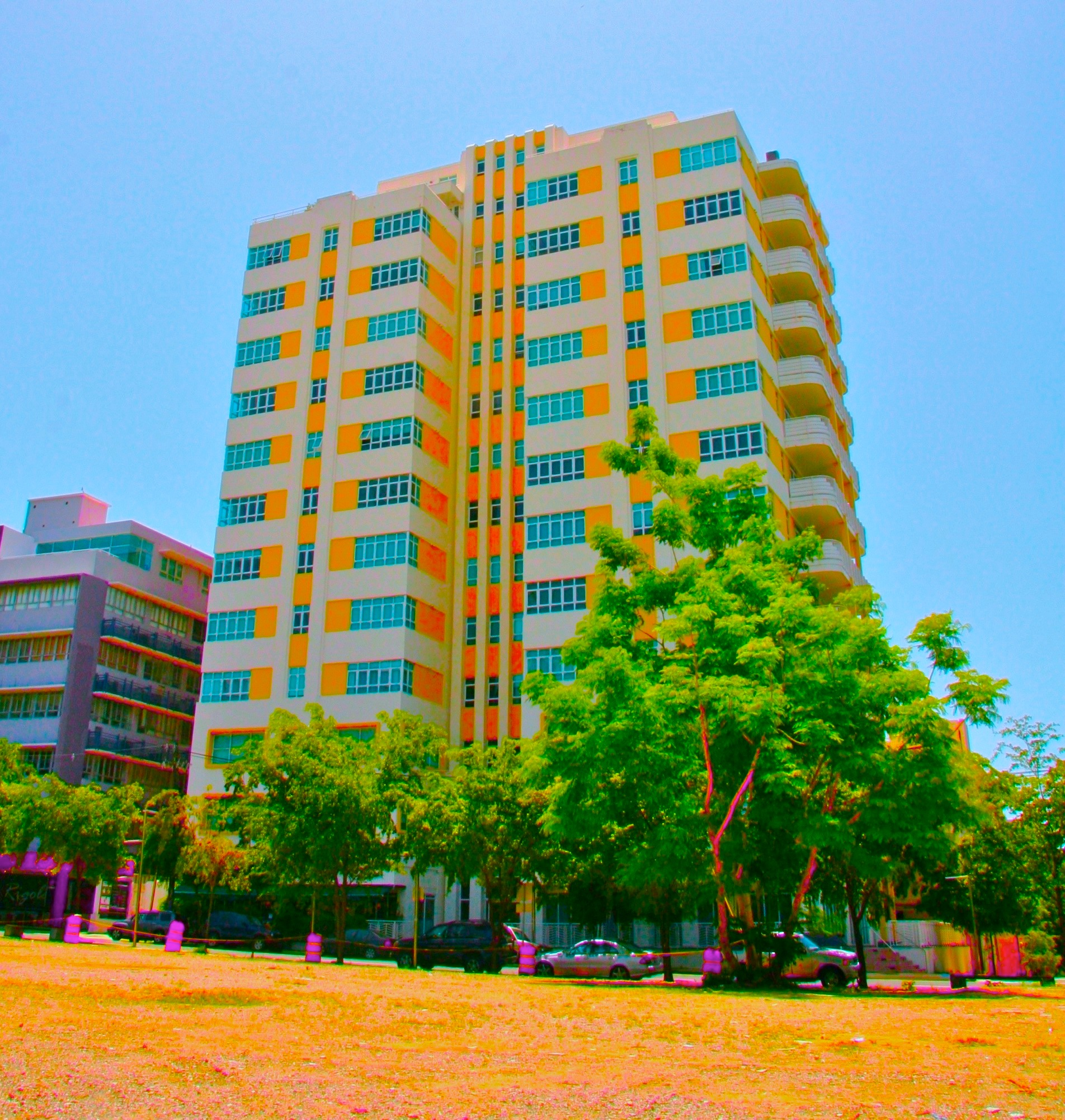
度假公寓地產是一大產業，許多公寓賣給美國本土居民作為度假地產
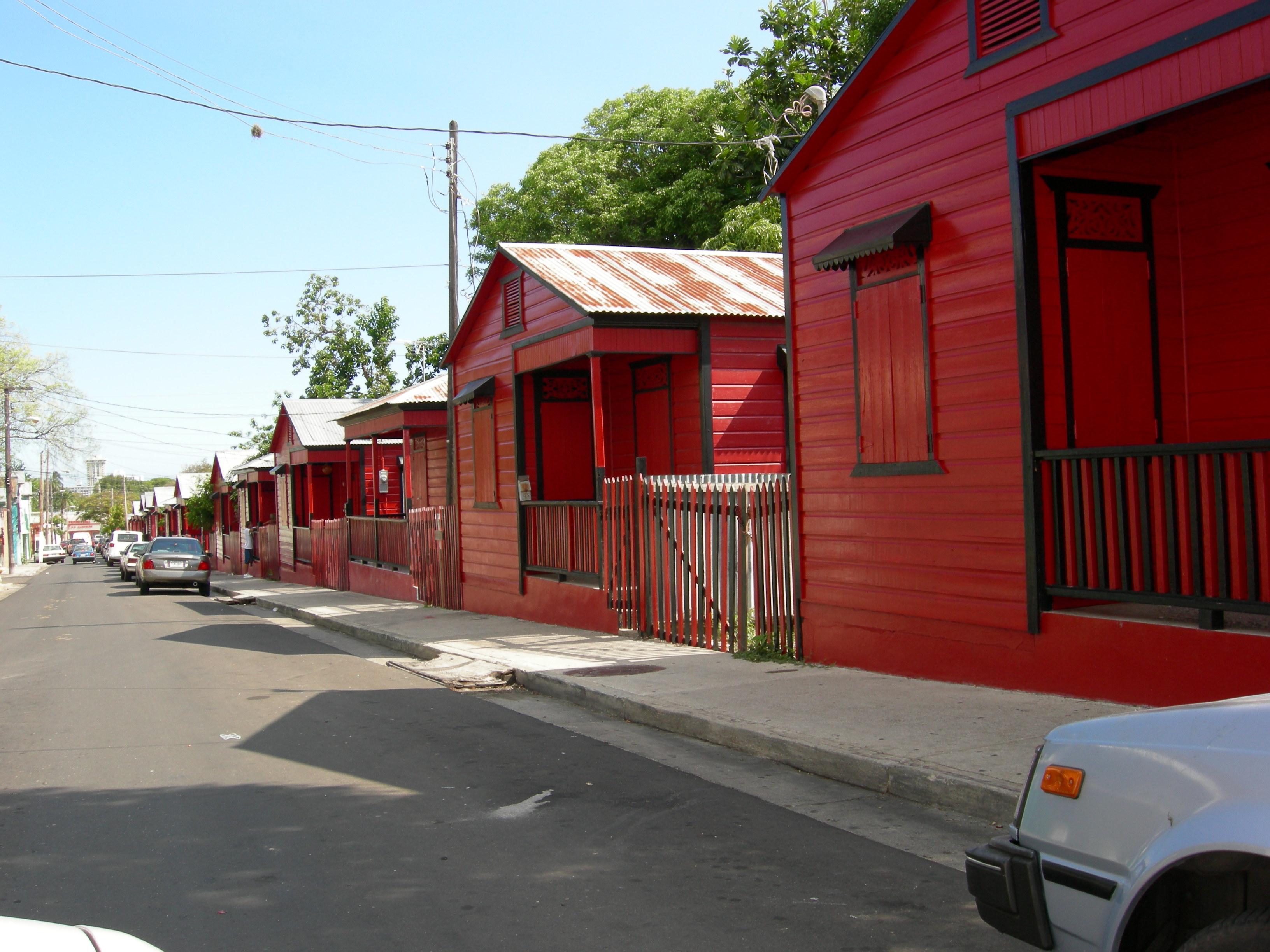
「25街」獨棟度假木屋區
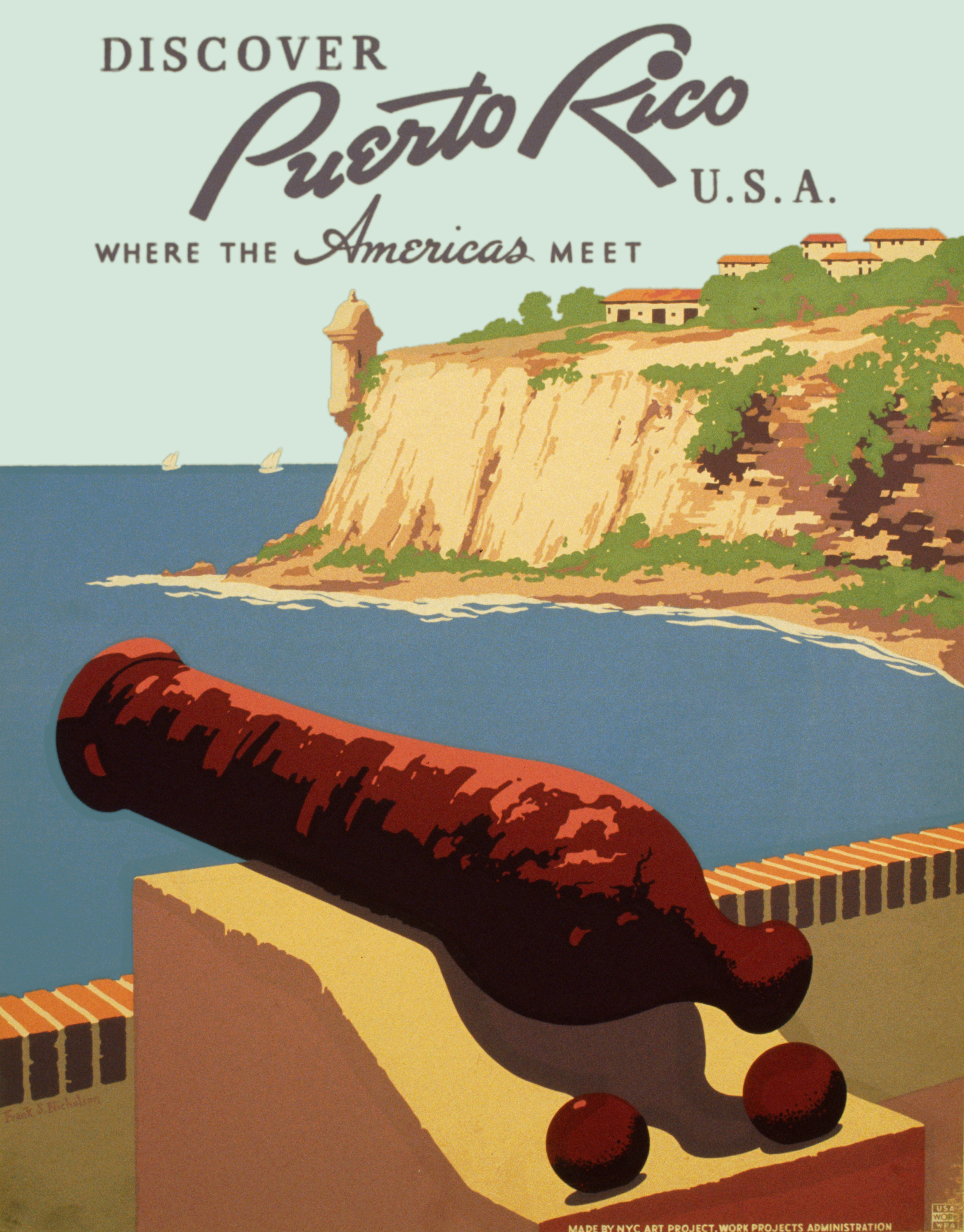
當地著名的砲台明信片
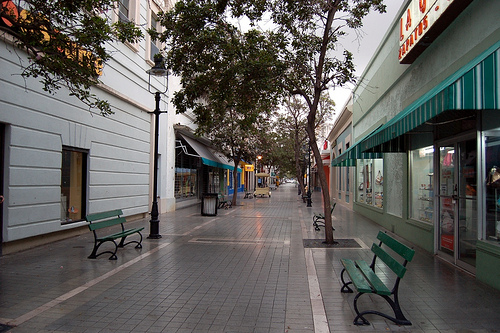
Paseo Atocha徒步購物區
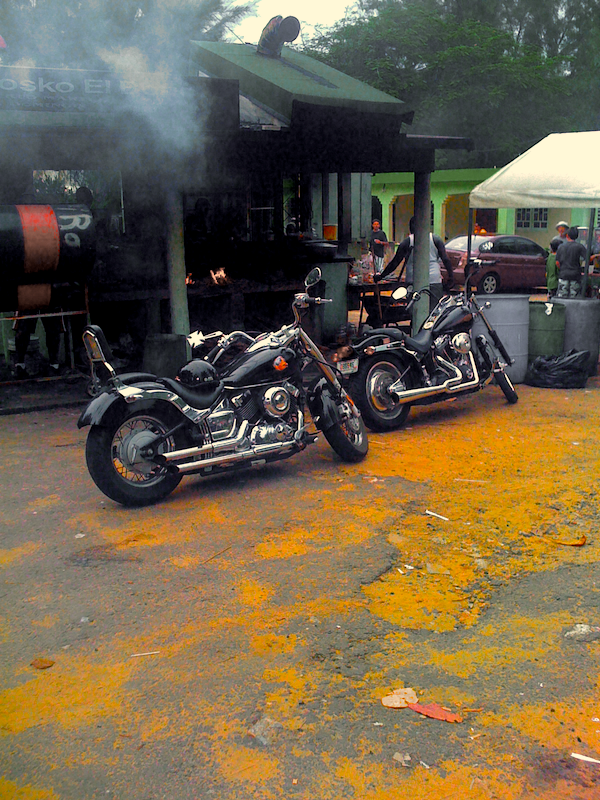
重機車酒吧
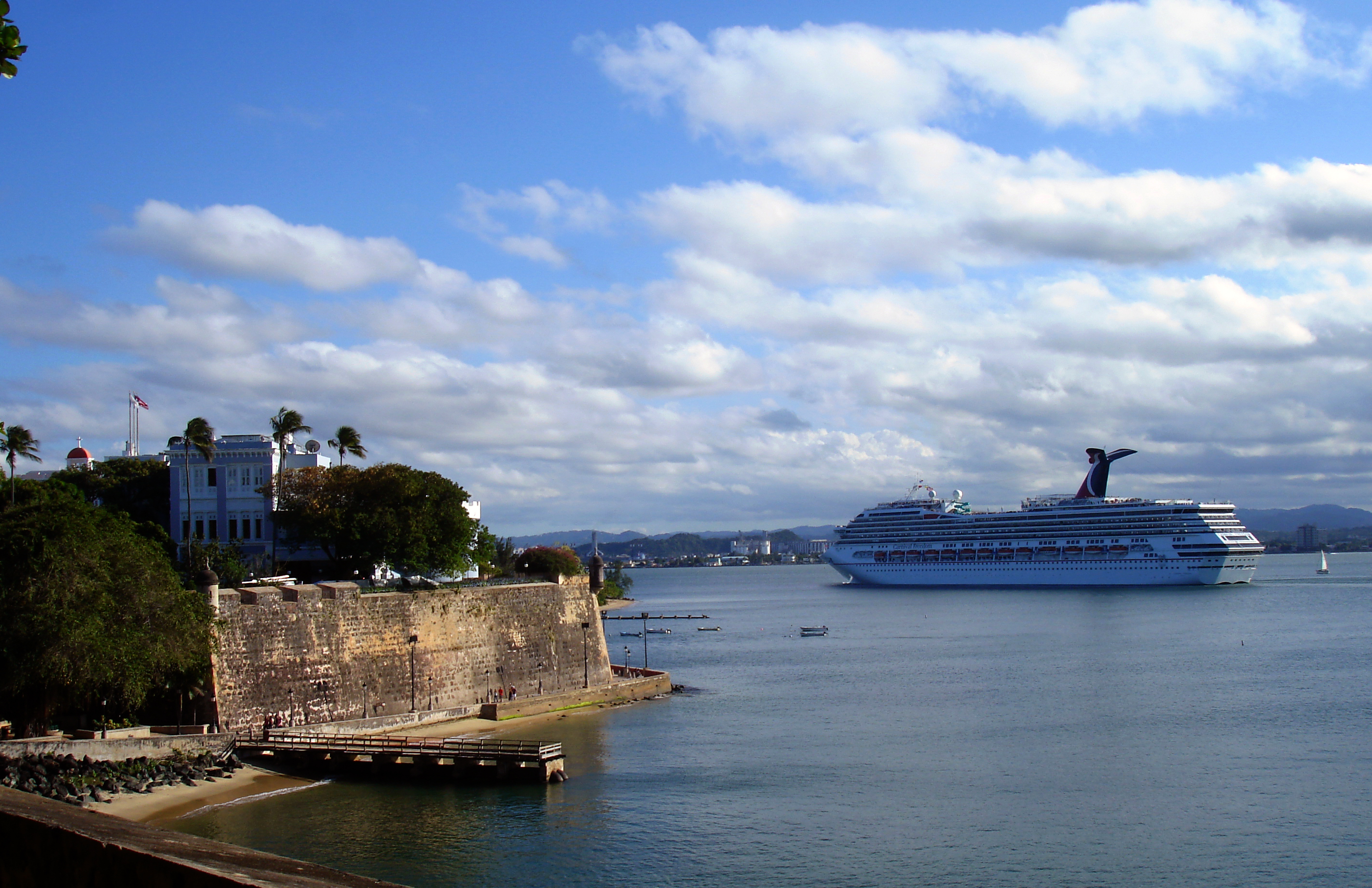
入港的豪華郵輪
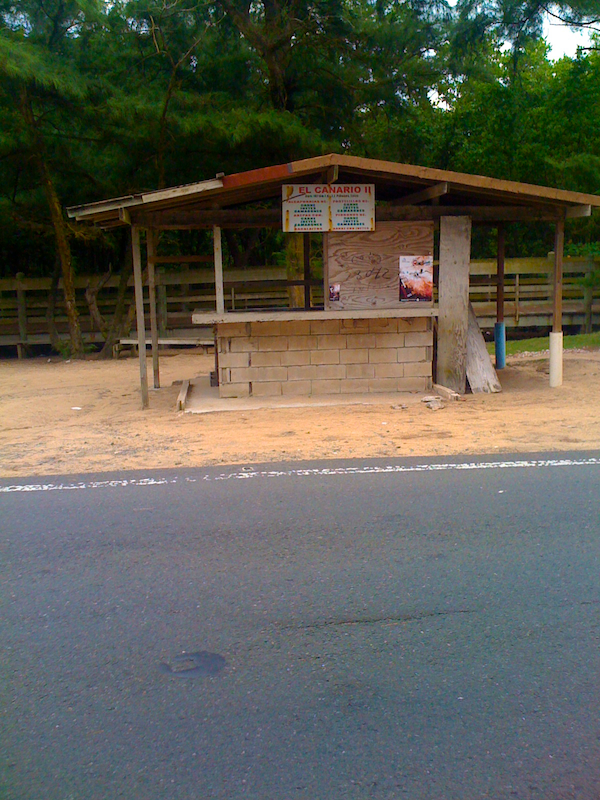
海水浴場
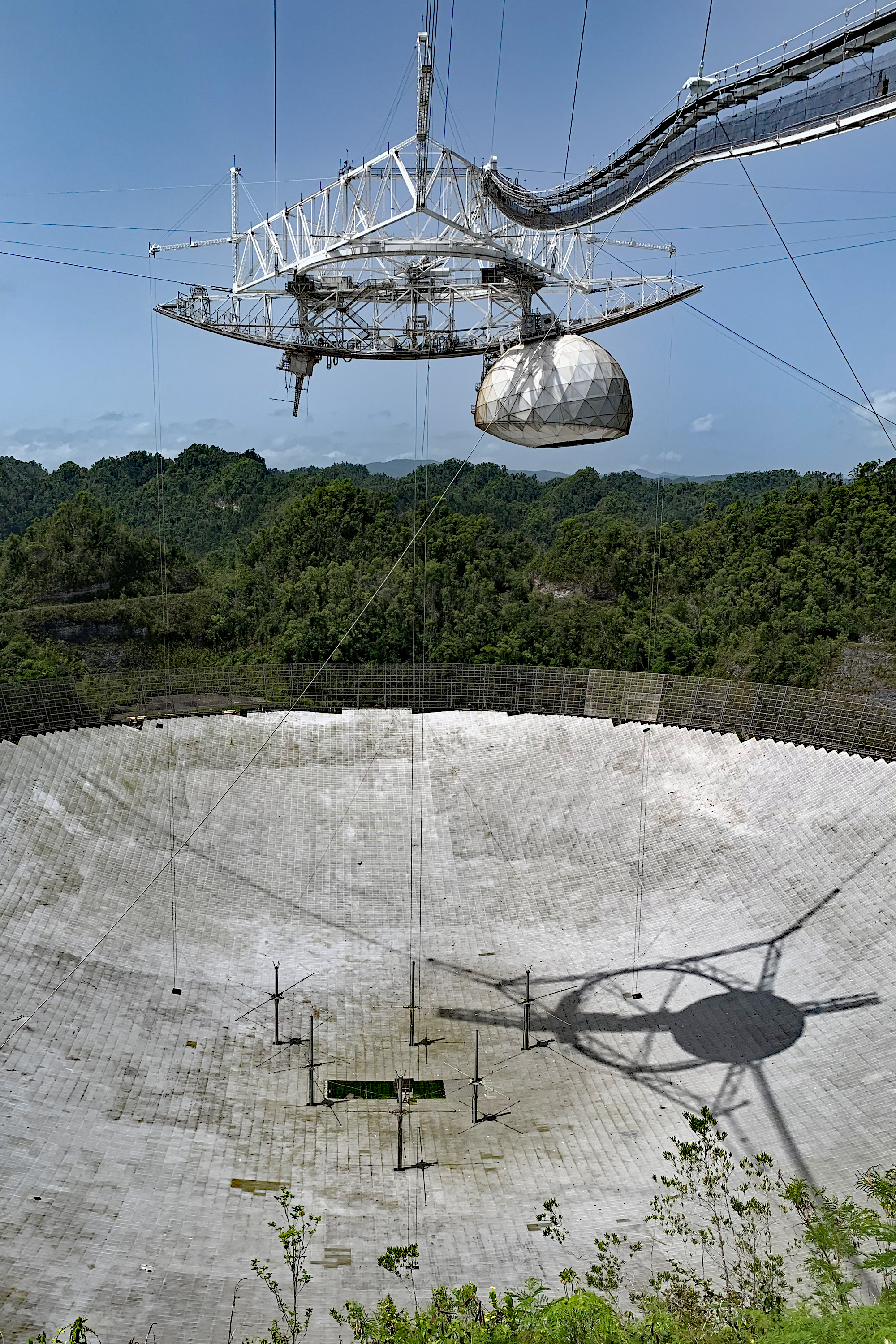
曾经的阿雷西博天文台(2019)

### 都会区
| 排名 | 都会区名稱           | 人口      |
| ---- | -------------------- | --------- |
| 1    | 圣胡安-巴亚蒙-卡瓜斯 | 2,023,237 |
| 2    | 阿瓜迪亚-伊萨贝拉    | 289,735   |
| 3    | 庞塞                 | 285,709   |
| 4    | 阿雷西沃             | 174,271   |
| 5    | 圣赫尔曼             | 121,078   |
| 6    | 马亚圭斯             | 87,448    |
| 7    | 尧科                 | 86,532    |
| 8    | 瓜亚马               | 73,000    |
| 9    | 科阿莫               | 37,845    |
| 10   | 可可                 | 27,083    |

## 经济
在20世纪早期，和其他加勒比岛国一样，波多黎各的主要经济是蔗糖和烟草。然而1929年的美国经济大萧条使得美国人大量减少对糖的消费，严重打击波多黎各以出口糖为主的单一经济模式。1928年，大西洋上的五级飓风“圣费利佩二世”和1932年的圣西普里安（四级飓风）更是严重损毁岛上的第二大产业－烟草种植业。美国总统富兰克林·D·罗斯福和他的智囊团对波多黎各的经济提出改革，也成为著名的“罗斯福新政”的一小部分。包括建立波多黎各重建管理委员会以及派遣美国农业经济学家雷克斯福德·特格韦尔为波多黎各总督等。（注：1949年前的波多黎各历届总督是由美国总统直接任命，不经选举）。至此，波多黎各农业人口大幅下降，但是为政府部门工作的白领阶级大幅提升。
旅游业是该地区的重要经济收入，1965年－1969年旅游业的收入成长了8倍。1980年旅游收入约595,700,000美元，支出约400,000,000美元。
根据世界银行2014年9月的报告，波多黎各2013年的人均国民收入总值是 $23,830 国际元 (购买力平价)，在世界主要经济体中排名63位，略低于立陶宛、葡萄牙但略高于俄罗斯和波兰。2013年国内生产总值为 1,031亿美元，属于高收入的非经合组织国家。作为美国属地，其GDP总值如果和美国各州比较，排37名，略高于新墨西哥州，低于密西西比州。
儘管波多黎各的人均国内生产总值低于美国任何一个州，但是在加勒比海诸国中是最高的。根据美国政府责任署的2014年波多黎各报告，基于2011年的资料，波多黎各生活在低于美国联邦贫困线的人口比例比美国任何一个州都高。其次，2011年波多黎各家庭收入中位数为18,660美元，远低于美国家庭收入的平均值（50,502美元，2011年），也低于美国家庭收入最低的州－密西西比州（36,919美元，2011年）。就2011年，波多黎各比美国任何的一个州的失业率都高。
2015年時，波多黎各的政府公債佔GDP比率已經超過70%。美國的信用評等機構，已將波多黎各調降至與希臘同級的垃圾級。
2017年5月3日，波多黎各向美國聯邦法院宣告破產，積欠債務達700億美元，該地區因為無法為其債券還本付息，而被幾個主要債權人提起告訴。波多黎各過去10年來經濟衰退，失業率高達11%，人口也在這段期間內流失10%。成為有史以來美國最大的破產宣告事件，是2013年破產的密西根州底特律市的約四倍債務，今後波多黎各將於法院的管理下進行債務整理。市府破產可能不會立即影響波多黎各人民的日常生活，45%的人口已經相當貧窮，但在未來可能會影響波多黎各人民的退休金、員工福利、健康和教育服務等。

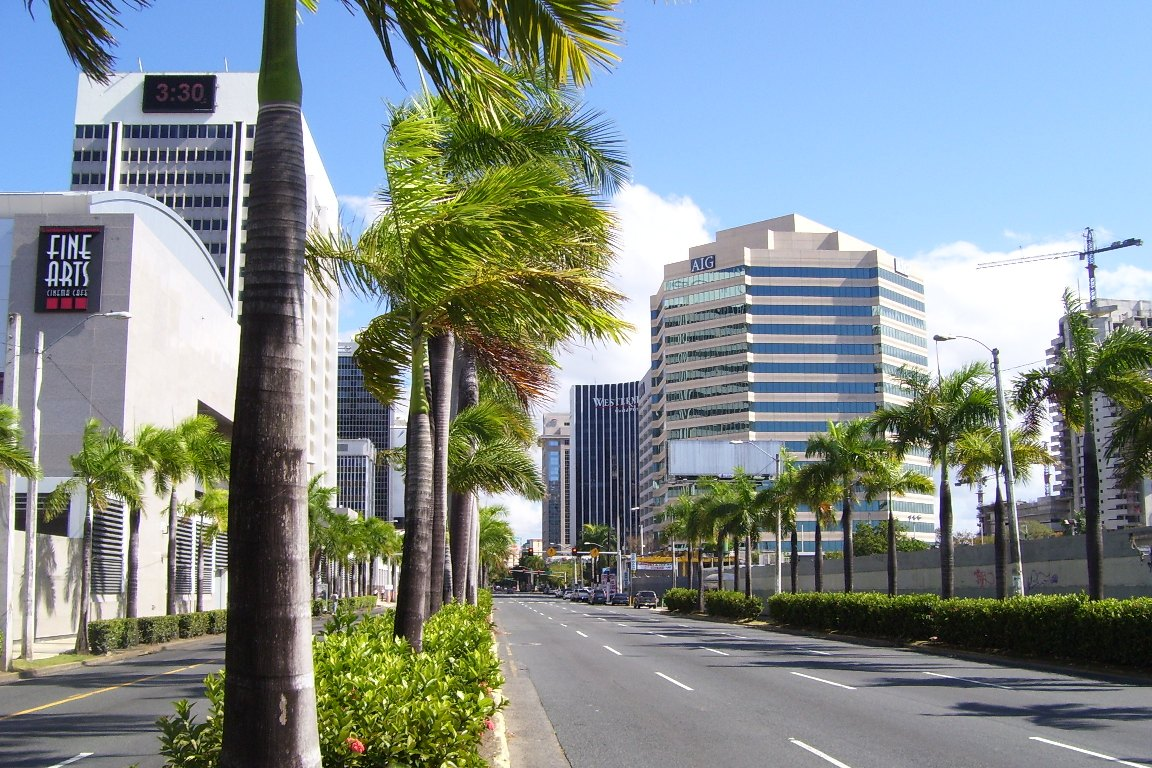
La Milla de Oro

## 交通
波多黎各城市间由不同等级的公路相连，其他交通方式还包括渡船。波有3个国际机场、27个地方机场，位于卡罗来纳市（距圣胡安市13公里）的路易斯·穆尼奥斯·马林国际机场是加勒比地区最大、最繁忙的机场，有30多家国内及国际航空公司使用该机场。是连接美国本土与加勒比地区的主要机场，被誉为“通往加勒比的门户”。
波多黎各有9个港口，其中圣胡安港是最大，也是加勒比地区最繁忙、西半球第四繁忙的港口，商贸活动量和货物运输量在全美排名第10。集装箱货运量全球排名第16位，游轮停靠数量排名仅次于迈阿密。波第二大港是位于蓬塞市的美利坚港（Port of the Americas）。
首府聖胡安擁有地鐵系統連接瓜伊納沃及巴亚蒙。

## 科技

### 阿雷西博天文台
1963年，阿雷西博射电望远镜在波多黎各的阿雷西沃建成。从建立之初到2016年的半个多世纪，阿雷西博望远镜一直是世界上最大的单孔径望远镜，该记录被中国的500米口径球面射电望远镜（FAST）所取代。1974年对外太空发送著名的无线电信息阿雷西博信息。2008年，被列入美國的國家史蹟名錄。天文台一直由康乃尔大学管理。因为年久失修和2017年的五级飓风玛丽亚，与2020年12月1日彻底坍塌而损毁。是否要原地重建更大更新的射电天文台的计划正在研究中。

## 體育

### 棒球
波多黎各的棒球運動興盛，有不少球員在美國職棒及其他國家的職棒球隊效力，境內有羅伯托·克萊門特職業棒球聯盟。波多黎各棒球代表隊曾在世界盃、洲際盃等多項國際賽事奪得佳績，且於經典賽兩度奪銀。

### 籃球
- 波多黎各有擁有NBA資歷的荷西·胡安·巴瑞亞、卡洛斯·阿洛尤等球員。
- 曾在ABL、SBL、CBA、PBA等多國籃球聯賽打拚的彼得·約翰·拉莫斯亦為波多黎各人。

### 奥运会
自1948年第一次参加夏季奥林匹克运动会以来，波多黎各参加了每一届夏季奥运会。1984年开始，第一次参加了冬季奥运会。到2021年为止，波多黎各队在夏季奥运会上累计拿下10枚奖牌（2金，2银，6铜）。
- 1948年英国伦敦奥运会，拳击手胡安·贝内加斯，在男子雏量级拳击赛（51-54公斤）中获得了波多黎各史上第一枚奥运奖牌（铜牌）
- 1984年美国洛杉矶奥运会，拳击手路易斯·奥尔蒂斯，在男子轻量级拳击赛中获得了波多黎各史上第一枚奥运银牌。
- 2016年巴西里约奥运会，网球女运动员莫妮卡·普伊格获得了波多黎各史上第一枚奥运金牌（女子单打）。
- 2021年日本2020东京奥运会，田径女运动员贾丝明·卡马乔-奎因在女子100米跨栏比赛上获得金牌。也是波多黎各的第二枚奥运金牌。